# San Giuseppe dei Falegnami (titre cardinalice)
La diaconie cardinalice de San Giuseppe dei Falegnami (Saint Joseph des charpentiers) est instituée le 18 février 2012 par Benoît XVI et rattachée à l'église San Giuseppe dei Falegnami qui se trouve dans le rione Campitelli au centre de Rome.

## Titulaires
- Francesco Coccopalmerio (2012- )